# ヒメフクロウ
ヒメフクロウ（学名：Glaucidium brodiei）はフクロウ科スズメフクロウ属の鳥類の1種。

## 分布
ヒマラヤ山脈から東方および南方に生息。

## 分類
本種は1836年に記載されたが、その後ミトコンドリアDNAの分子系統配列からスズメフクロウ属に近縁であると推定された。

## 亜種
現在4亜種が確認されている。
- Glaucidium brodiei brodiei

基亜種。ヒマラヤ山脈から中国南西部、マレー半島およびベトナム北部に生息。
- Glaucidium brodiei pardalotum

台湾に生息。
- Glaucidium brodiei sylvaticum

スマトラ島に生息。
- Glaucidium brodiei borneense

ボルネオ島に生息。

## 形態
全長約15-17cm、翼長約80-101mm。首の後ろに大きな斑点が白く縁どられた眼のような模様がある。

## 生態
食性は肉食性。おもに小鳥を捕食するが、齧歯類や大型昆虫を捕食することもある。
繁殖形態は卵生。おもに木の穴に営巣する。